# Édson Luciano
Edson Luciano Ribeiro (Bandeirantes, 8 de dezembro de 1972) é um velocista brasileiro especialista em provas de curta distância.
Nos Jogos Olímpicos de Sydney 2000, conquistou a medalha de prata no revezamento 4x100m, com o tempo de 37s90, junto com Claudinei Quirino, André Domingos e Vicente Lenílson. A medalha de ouro foi para a equipe dos Estados Unidos. Posteriormente, em 2008, o corredor Tim Montgomery, que participou deste revezamento, confessou o uso de doping, o que deveria anular o ouro dos EUA e transferi-lo para o Brasil, mas até hoje o COI não deu ganho de causa ao Brasil. 

## Participações em Jogos Olímpicos
- Atlanta - 1996 (medalha de bronze no 4 x 100 metros estafetas) .[2]
- Sydney - 2000 (medalha de prata no 4 x 100 metros estafetas)
- Atenas - 2004